# COVID-19-Pandemie in der Freien Hansestadt Bremen
Die COVID-19-Pandemie tritt in der Freien Hansestadt Bremen seit 2020 als Teil der weltweiten COVID-19-Pandemie und im Besonderen der COVID-19-Pandemie in Deutschland auf. Die Pandemie betrifft die neuartige Erkrankung COVID-19. Diese wird durch das Virus SARS-CoV-2 aus der Gruppe der Coronaviridae verursacht und gehört in die Gruppe der Atemwegserkrankungen. Ab dem 11. März 2020 stufte die Weltgesundheitsorganisation (WHO) das Ausbruchsgeschehen des neuartigen Coronavirus als weltweite Pandemie ein.

## Verlauf
Am 1. März 2020 wurde erstmals eine COVID-19-Erkrankung in der Freien Hansestadt Bremen vom Robert Koch-Institut (RKI) bestätigt. Es handelte sich um die Infektion einer Person, die sich zuvor im Iran aufhielt. Teile des Irans (Provinz Ghom) galten laut RKI bereits seit dem 26. Februar 2020 als COVID-19-Risikogebiet.
Am 24. März wurden gleich 9 Infektionen entdeckt. Die kumulierte Zahl der Infizierten betrug 195.
Am 26. März gab es in Bremen den ersten Todesfall. Es handelte sich um einen 76-Jährigen Mann in einem Pflegeheim.
Bereits am Folgetag wurde der zweite Tote entdeckt. Es handelte sich um einen Bremer Bürger, der auf Kreta verstarb. Zu diesem Zeitpunkt kannte man 247 Infektionsfälle in der Stadt Bremen und 16 in Bremerhaven.
Am 22. April wurde die höchste Zunahme an einem Tag gemeldet. Zu diesem Zeitpunkt waren etwa 725 Infizierte bekannt.
Am 3. Mai gab es den ersten Toten in Bremerhaven. Es handelte sich um einen Mann mit schweren Vorerkrankungen, der seit Tagen auf der Intensivstation lag.
Am 6. Mai gab es 1.000 Infektionen.
Am 4. Juni waren 1.500 Infektionen bekannt.
Vom 15. Juni bis zum 15. August stieg die Zahl von 1.600 auf 1.850 Personen.
Am 31. August wurde die Zahl von 2000 Infektionen überschritten.
Am 13. September gab es bei gut 2100 Infektionen 2000 Genesene. Das entsprach weniger als 0,3% der Bevölkerung.
Am 1. Oktober war Bremen das erste Bundesland, in dem ein Inzidenzwert der zweiten Welle den der ersten übertraf.
Am 8. Oktober hatte Bremen laut RKI einen Inzidenzwert von 49,5. erreicht. Dies war der höchste Wert aller Bundesländer.
Am 9. Oktober meldete das RKI einen Inzidenzwert von 53,9 und damit die Überschreitung der kritischen Marke. Bremen erließ daraufhin strengere Corona-Regeln.
Am 10. Oktober fiel die Inzidenz unter 50, da Bremen keine Daten an das RKI gemeldet hatte.
Am 11. Oktober lag die Inzidenz bei 66, am folgenden Tag bei 68. Es waren etwas über 3.000 Infektionen bei 2.200 Genesenen bekannt.
Am 17. Oktober erreichte die Inzidenz über 78.
Am 30. Oktober überschritt Bremen die Marke von 5.000 Infektionen bei einer Inzidenz von 160.
Am 7. November wies Bremen eine Inzidenz von über 225 auf. Das war bislang der höchste Wert der 2. Welle.
Am 12. November lag Bremen nach 2 Wochen nicht mehr an Nummer 1 der Länder mit den höchsten Inzidenzen in Deutschland, da es von Bayern abgelöst worden war.
Bis zum 10. Dezember sank entgegen dem deutschlandweiten Trend die 7-Tage-Inzidenz Bremens weiterhin (auf 111,9). Nur Schleswig-Holstein, Mecklenburg-Vorpommern, Niedersachsen, Hamburg und Brandenburg konnten am 10. Dezember eine niedrigere Quote vorweisen.
Am 24. Dezember gab es in Bremen 13.000 Infektionen. Mit einer Inzidenz von 138 lag Bremen im Mittelfeld der Länder.
Am 2. Januar 2021 trat der 200. Todesfall auf.
Am 6. Januar meldete Bremen die geringste 7-Tage-Inzidenz aller Länder (74 Neuinfektionen auf 100.000 Einwohner).
Am 10. Februar stieg die Zahl der Toten auf 300.
Am 26. März wurden 400 Tote gezählt.

## Statistik

### Infektionsfälle
Bestätigte Infektionen (kumuliert) in der Freien Hansestadt Bremen
(nach Daten des RKI aus COVID-19-Pandemie in Deutschland)
Bestätigte Infektionen (neue Fälle) in der Freien Hansestadt Bremen
(nach Daten des RKI aus COVID-19-Pandemie in Deutschland)
Bestätigte Infektionen (7-Tage-Inzidenz) in Bremen
(nach Daten des RKI aus COVID-19-Pandemie in Deutschland)

### Todesfälle
Bestätigte Todesfälle (kumuliert) in der Freien Hansestadt Bremen
(nach Daten des RKI aus COVID-19-Pandemie in Deutschland)
Bestätigte Todesfälle (täglich) in der Freien Hansestadt Bremen
(nach Daten des RKI aus COVID-19-Pandemie in Deutschland)
Anmerkungen
1. 1 2 3 4  Hier sind Fälle aufgelistet, die dem RKI über den Meldeweg oder offizielle Quellen mitgeteilt wurden. Da es sich um eine sehr dynamische Situation handelt, kann es zu Abweichungen oder Verzögerungen zwischen den RKI-Fällen und Angaben anderer Stellen, etwa der betroffenen Bundesländer oder der Weltgesundheitsorganisation (WHO), kommen.
2. 1 2 3 4  Für den 31. Mai 2020 und 1. Juni 2020 (Pfingstmontag) teilt das RKI mit, dass für Bremen kein Werte übermittelt worden sind.

## Reaktionen und Maßnahmen

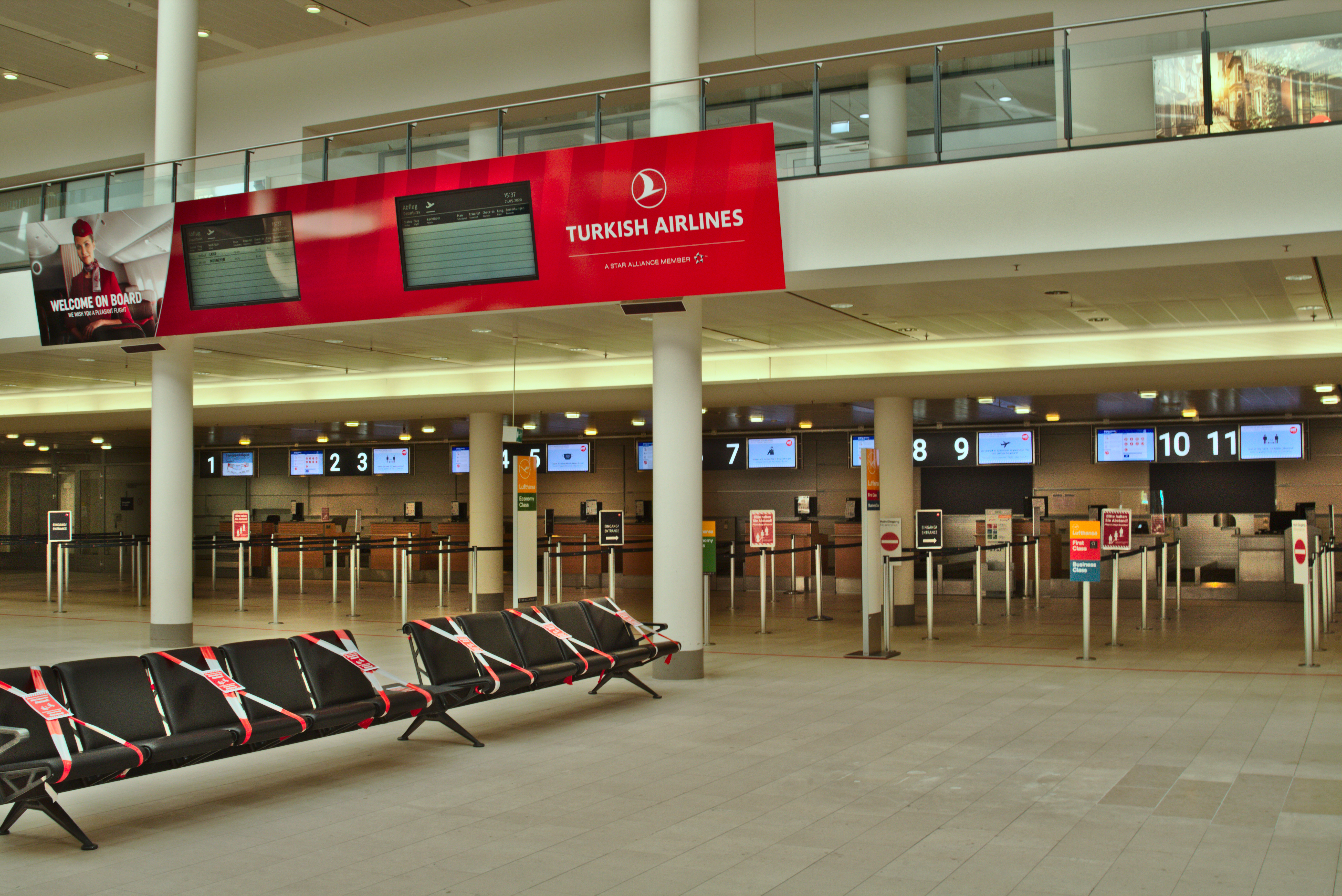
Check-In am Bremener Flughafen in Terminal 1, Mai 2020

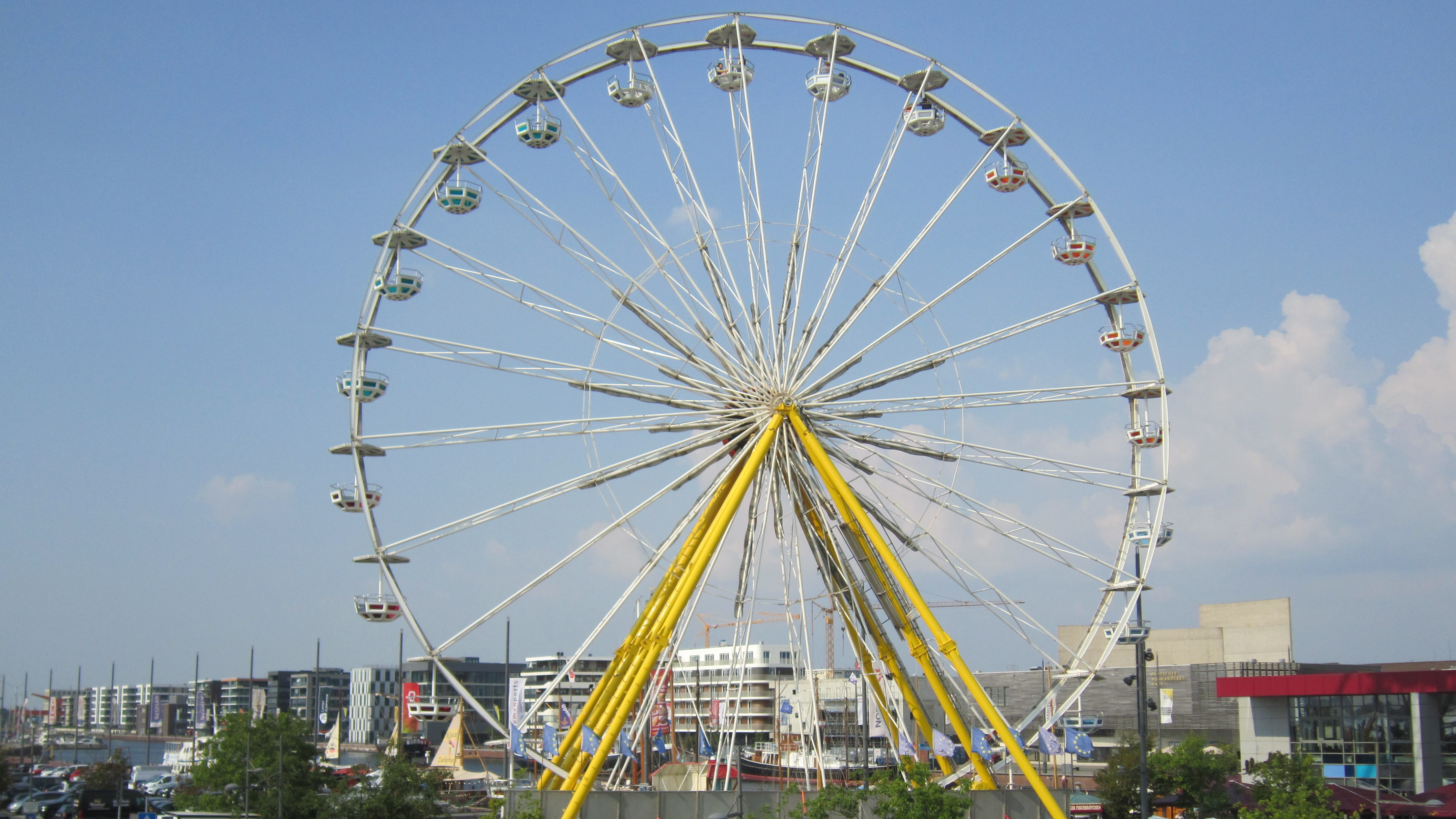
Von Mai bis August 2020 stand in Bremerhaven ein Riesenrad zwischen dem Neuen Hafen, dem Klimahaus, dem Sail City-Hochhaus und dem Willy-Brandt-Platz.

Am 13. März 2020 verfügte die Freie Hansestadt Bremen eine landesweite Schulschließung ab dem 16. März. Eine Notbetreuung wurde in der Folge für Kinder, deren Eltern in systemrelevanten Berufen arbeiten, eingerichtet.
Das Land Bremen untersagte ab dem 17. März 2020 den Betrieb von Freizeit-, Vergnügungs-, Sport- und Tourismusstätten sowie von Einzelhandelsgeschäften, die keine Waren des täglichen Bedarfs vertreiben und erließ ein Absonderungsgebot für Reiserückkehrer aus den Risikogebieten. Ab dem 18. März 2020 wurden Besuche in Kliniken und Krankenhäusern beschränkt. Am 20. März wurde die Absonderungspflicht (geltend für Mitarbeiter im Öffentlichen Dienst, Gesundheitswesen und Bereich der Kritischen Infrastruktur) von infizierten Menschen und ihren Kontaktpersonen verkündet, betroffene Personen mussten sich in häusliche Quarantäne begeben, außerdem wurde die Durchführung von nicht dringend notwendigen Gesundheitsdienstleistungen untersagt. Ab dem 24. März 2020 galt das Kontaktverbot (Verbot von Veranstaltungen, Zusammenkünften und der Öffnung bestimmter Betriebe) in Bremen. Am 25. März wurden Häftlinge vorzeitig entlassen, um Platz zu schaffen.
Als letztes Bundesland kündigte Bremen am 22. April 2020 an, eine Maskenpflicht ab dem 27. April einzuführen. Offiziell beschlossen wurde die Maskenpflicht von der Bremer Landesregierung am 24. April. Die Bremer CDU hatte am 21. April eine Maskenpflicht gefordert: „Eine Maskenpflicht an öffentlichen Orten kann dazu beitragen, weiterhin zu sensibilisieren und nicht dem Anschein der Normalität zu erliegen.“ Skeptisch gegenüber der Maskenpflicht äußerte sich die Gesundheitssenatorin Claudia Bernhard (Die Linke). Eine Gegnerin der Maskenpflicht war auch die Umweltsenatorin Maike Schaefer (Bündnis 90/Die Grünen). Bremer Lehrervertreter forderten eine Maskenpflicht auch an Schulen.
Mit Wirkung vom 25. April 2020 durften im Land Bremen wieder Breitensport-Anlagen geöffnet werden, bei denen sichergestellt ist, dass die Sportler die nötige Distanz zueinander halten. Dazu gehören neben Wassersport- und Tennisanlagen auch Golfklubs. Da Bremen die Ausübung von „Distanzsportarten“ relativ früh wieder erlaubte, durften vorübergehend einige (im Land Bremen gelegene) Teile von Spielplätzen genutzt werden, andere (im Land Niedersachsen) gelegene Teile hingegen nicht. Bereits am 9. April wurde diesbezüglich festgestellt, dass die empfohlenen 2 m Abstand beim Sport nicht ausreichen.
Um zu verhindern, dass Betriebe in der Veranstaltungsbranche im Land Bremen während der COVID-19-Pandemie monatelang keine Einnahmen erzielen konnten, wurde es Betreibern von kleinen Fahrgeschäften, Riesenrädern und Verkaufsbuden erlaubt, im öffentlichen Raum ihre Einrichtungen aufzustellen.
Am 1. August 2020 gab es Kritik am Vorgehen der Polizei in Bremen, welche die Corona-Gästelisten zu Fahndungszwecken einsetzte.
Am 25. August erließ die Bremische Bürgerschaft eine neue Verordnung zu Corona und dem weiteren Vorgehen.
Am 26. August wurde berichtet, die Bremer Corona-Test-Labore seien aufgrund vieler Rückreisenden überlastet, daher würden die gelockerten Richtlinien bezüglich der Tests begrüßt.
Am 8. September gab es Kontroversen um die Durchführung des Bremer Freimarktes, der anders als ähnliche Veranstaltungen nicht abgesagt werden sollte. Tatsächlich eröffnet wurde ein Pop up-Freizeitpark namens Freipaak. Auf Festzelte und den Ausschank von Alkohol wurde verzichtet und Besucher mussten sich registrieren. Außerdem wurde von Besuchern über 6 Jahren ein Eintrittspreis von 1 Euro erhoben. Die Veranstaltung hätte vom Freitag, den 2. Oktober bis einschließlich Sonntag, den 1. November dauern sollen, wurde aber wegen Überschreiten des Inzidenzwertes von 50 Infektionen pro 100.000 Einwohnern in Bremen am 7. Oktober um kurz vor 15 Uhr geschlossen und nicht wieder geöffnet. Kurz vor dem Start wurde die maximale gleichzeitige Besucherzahl bereits von 6.000 auf 3.000 reduziert. Am ersten Tag besuchten 5.000 Besucher das eingezäunte Gelände, am Folgetag deutlich mehr.
Vor Beginn der Adventszeit wurde wegen der COVID-19-bedingten Absage der Bremer Weihnachtsmärkte die Initiative „Bremen wird neu – Aktionsprogramm Innenstadt“ ins Leben gerufen. Der Zweck der Initiative bestand darin, „die Frequenz in der City durch Maßnahmen zur Steigerung der Aufenthaltsqualität kurzfristig deutlich zu erhöhen“. Dieser Zweck steht in einem Zielkonflikt mit dem Ansatz, zur Bekämpfung inakzeptabel hoher 7-Tage-Inzidenzen bei COVID-19 die Zahl der Kontakte der Menschen deutschlandweit, also auch in Bremen, auf ein Minimum zu reduzieren.
Am 10. Oktober stellten Bremer Ärzte die Forderung nach neuen Teststrategien.
Als bisher einziges Bundesland startete Bremen im November 2020 die kostenlose Ausgabe von 10 Schutzmasken pro Monat für Risikogruppen wie Menschen ab 65 Jahren, wobei es zu Beginn eine höhere Nachfrage als Vorräte gab.
Anfang Februar 2021 wurden an alle Bremer Bürger und Bürgerinnen 5 kostenlose FFP-2-Masken per Post zugestellt.

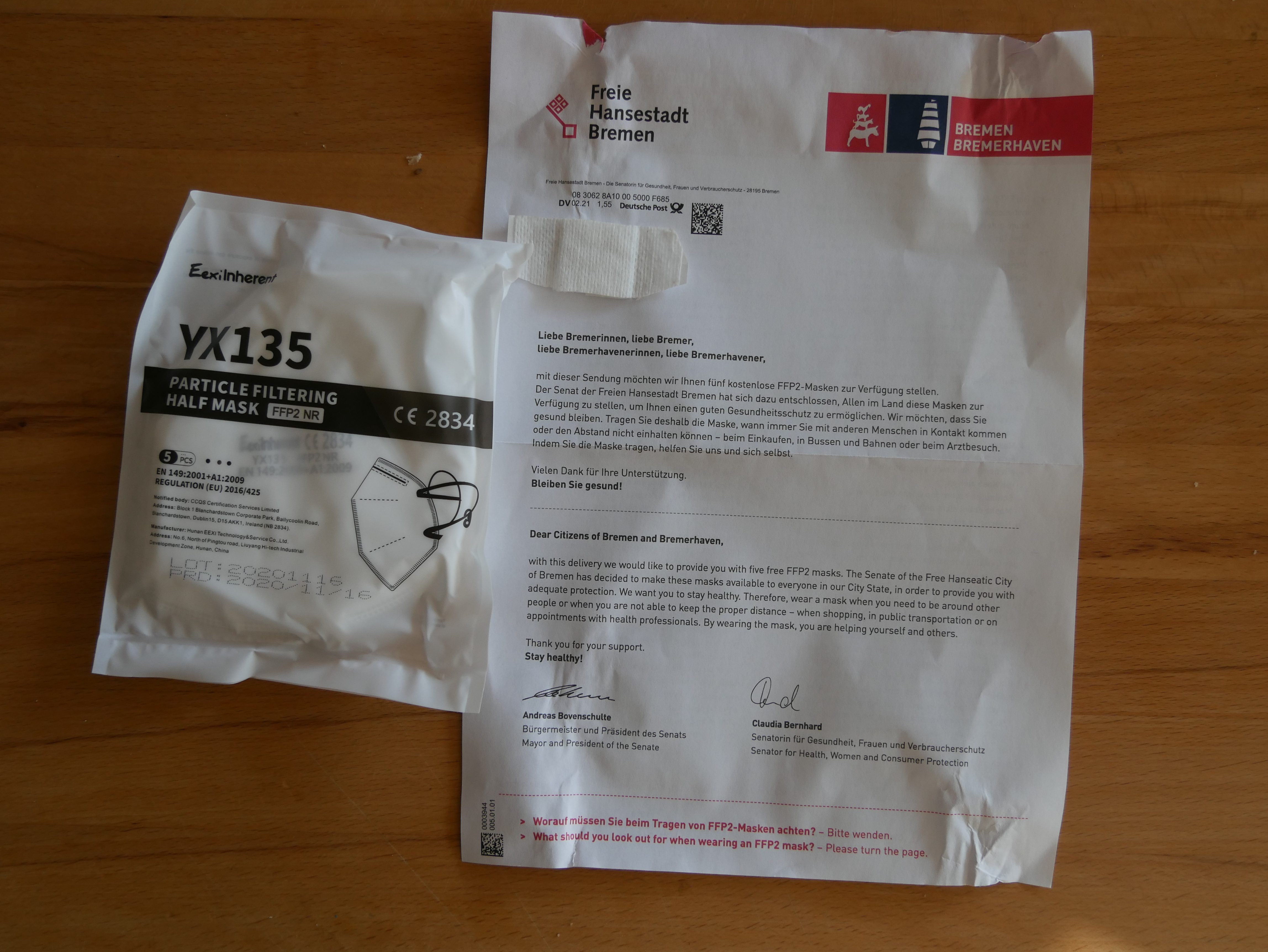
Anschreiben mit 5 Masken für alle Bremer Bürger und Bürgerinnen